# Ерміас Гірма
Ерміас Гірма (англ. Ermias Girma, нар. 20 січня 2005) — ефіопський легкоатлет, який спеціалізується в бігу на середні дистанції.

## Спортивні досягнення
Чемпіон світу серед юніорів у бігу на 800 метрів (2022).
Срібний призер чемпіонату світу серед юніорів у бігу на 1500 метрів (2022).
Учасник змагань з бігу на 800 метрів на чемпіонаті світу (2022), де не пройшов далі попереднього забігу.
Чемпіон Ефіопії у бігу на 800 метрів (2021).